# Alanya
Alanya, tidligere Alaiye, er en by og et distrikt i Antalya-provinsen i Tyrkiet ved Middelhavet. Byen ligger 166 km fra provinshovedstaden Antalya. Distriktet, som omfatter byen og dens omland, har et areal på 1 598,51 km². Befolkningen består næsten udelukkende af mennesker med tyrkisk oprindelse, men der bor også omkring 23.000 fra Europa i distriktet.
På grund af sin naturlige strategiske position på en lille halvø ved Middelhavet under Taurusbjergene, har Alanya været en strategisk vigtig by for mange imperier omkring Middelhavet, som Det ptolemeiske Rige, Selevkideriget, Romerriget, Det Byzantinske Rige og Det Osmanniske Rige. 
Byen Alanya der har cirka 110.000 indbyggere er med årene blevet et populært rejsemål, og er i dag en pulserende turistby med en gammel bykerne. Mange af turisterne kommer fra skandinaviske lande eller Holland. Fra byens midte strækker der sig ud i Middelhavet en klippefyldt halvø, hvorpå der i omkring 250 meters højde ligger ruinerne af en borg. Det meste af den nuværende borg blev opført i 1300-tallet, men halvøen har huset fæstningsværker helt tilbage fra Romerriget og det Byzantinske Rige.
Alanyas største politiske betydning kom i middelalderen, med Rum-sultanatet under Alaeddin Kaykubad I, som byen er opkaldt efter. Under bygningen af byen, byggede han også mange af nutidens seværdigheder, for eksempel tårnet Kızıl Kule («Det røde tårn»), skibsværftet Tersane og borgen Alanya Kalesi.

## Geografi
Alanya ligger mellem Taurusbjergene i nord og Middelhavet ved Antalyabugten, og er en del af den tyrkiske riviera, som har cirka 70 km kystlinje. Alanya-distriktet grænser fra vest til øst mod Manavgat-distrikt langs kysten, det bjergrige Gündoğmuş-distrikt, Hadim og Taşkent i Konya-provinsen, Sarıveliler i Karaman-provinsen, og ved kysten mod Gazipaşa-distriktet.
Pamphyliensletten mellem havet og bjergene er et godt eksempel på økoregion «skovstepper ved den østlige del af Middelhavet» med blandt andet figentræer og skovfyr. Alanyamassivet er et område med metamorfe bjergarter beliggende øst for Antalya. Disse formationer er opdelt i tre tektoniske plader fra laveste til højeste: Mahmutlar, Sugözü og Yumrudağ. Lignende litologi strækker sig under byen i et tektonisk vindue. Aluminiummalmen bauxit findes i udvindelige forekomster i området nord for byen. 
Byen er opdelt i en østlig og en vestlig del af klippehalvøen. Havnen, byens centrum og Keykubat Beach, opkaldt efter Sultan Kaykubad I, ligger på den østlige side af halvøen. Damlatas-stranden, opkaldt efter den berømte drypstensgrotte, og Kleopatra-stranden ligger mod vest. Navnet Cleopatra Beach stammer muligvis fra enten Kleopatras besøg her eller områdets historie som hendes medgift fra Marcus Antonius.
Atatürkgaden er byens hovedgade, og den løber parallelt med havet og adskiller den turistede sydlige del af Alanya fra den mere lokale del af byen mod bjergene i nord. En anden hovedgade, Çevre Yolu Caddesi, går rundt om byen i nord.

## Seværdigheder
Borgen (Alanya Kalesi) ligger på en 250 m høj på en stenet halvø som stikker ud i Middelhavet, som omslutter halvøen på tre sider. Murene som omgiver borgen er 6,5 km lang og inkluderer mange tårne. I nutiden er bygningen et friluftsmuseum. Turister må løse billetter for at komme ud til havsiden af fæstningen, men en stor del af området indenfor murene er offentligt tilgængelig.
Det røde tårn (Kizil Kule) ligger for enden af havnen blev bygget i 1226 for at forsvare byens skibsværft. I nutiden
fungerer det 33 meter høje tårn som museum og et udsigtspunkt. Museet viser tårnets historie og om det Osmanniske rige. Der er desuden samlinger af våben og andre antikke genstande.
Alanya-skibsværftet i havneområdet, omtales også som Tersane. Værftet går tilbage til det 3. århundrede f.Kr., selvom det nuværende værft blev bygget i 1226.
Svævebanen åbnede i 2017 og havde egentligt til formål at fragte turister fra Kleopatra Stranden op til Borgen, men benyttes også til at se udsigten over Alanya, bugten og Taurus-bjergene. 
- Kort over Alanyahalvøen
- Toppen af Alanyahalvøen
- Alanya-skibsværftet
- Alanya Kalesi
- Kizil Kule